# Sphecodosoma beameri
Sphecodosoma beameri is een vliesvleugelig insect uit de familie Halictidae. De wetenschappelijke naam van de soort is voor het eerst geldig gepubliceerd in 1965 door Bohart.